# بئر كلاب
بئر كلاّب بتشديد اللام هي إحدى القرى اللبنانية من قرى جبل عامل في محافظة الجنوب.